# Monumento nazionale di Vítkov

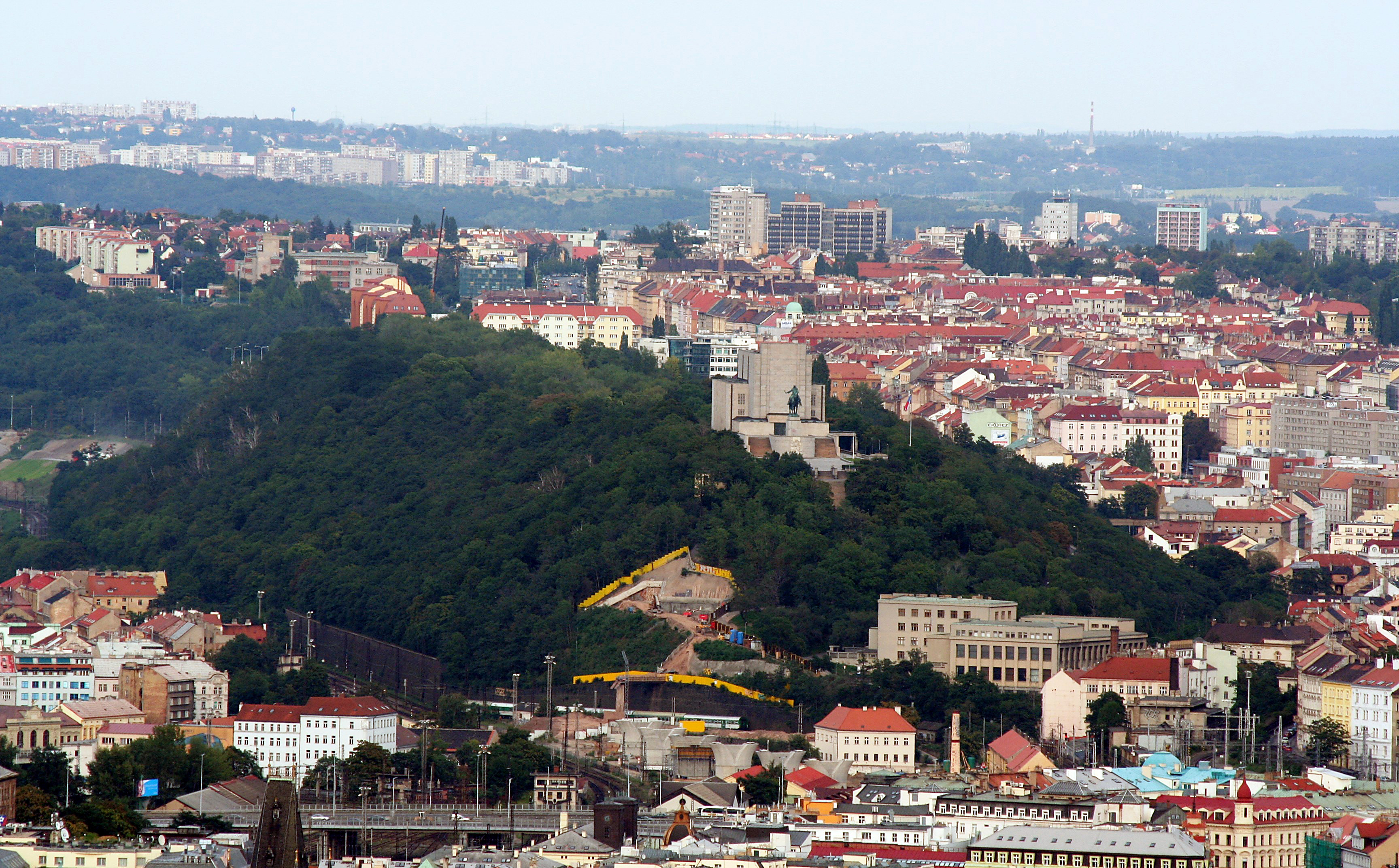
La collina di Vitkov

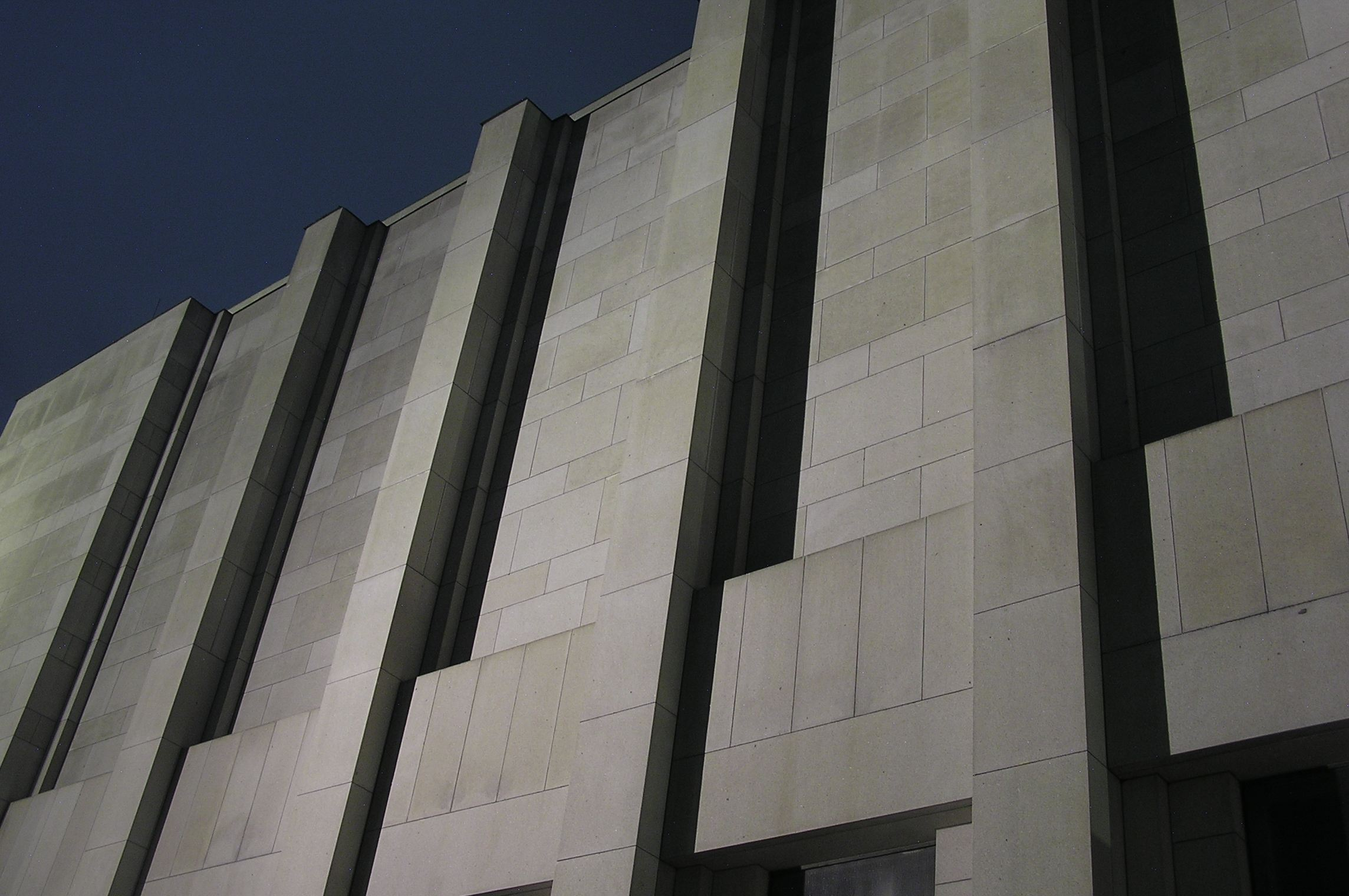
Vista dettagliata del monumento

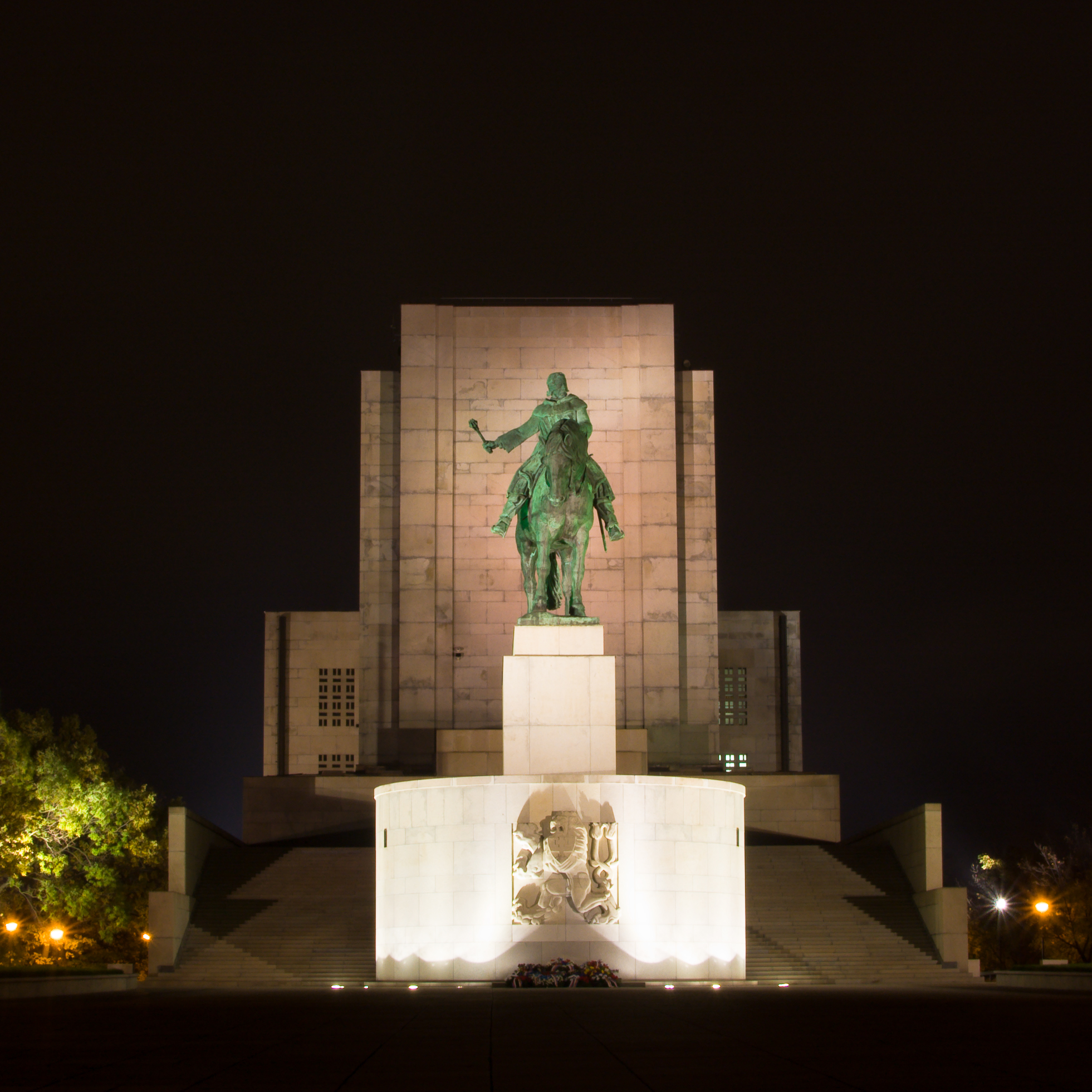
Veduta notturna del monumento

Il Monumento Nazionale di Vítkov è un monumento funzionalista, la cui struttura grezza è stata costruita negli anni 1929 – 1933 sulla collina Vítkov a Praga secondo il progetto di Jan Zázvorka. Lo scopo principale era quello di onorare la memoria dei legionari cecoslovacchi e della Resistenza cecoslovacca nel periodo della prima guerra mondiale (1914 – 1918).
È stato ampliato negli anni 1946 – 1949. Tra il 1954 e il 1962 qui era presente il mausoleo di Klement Gottwald. Oggi il memoriale contiene i resti del milite ignoto della battaglia di Zborov e dell'operazione Dukla. Allo stesso tempo, nel memoriale è stata allestita una mostra denominata "Crocevia della nazione ceca e slovacca". La statua equestre in bronzo dedicata a Jan Žižka fa parte del monumento.

## Storia della collina
Nel 14 luglio 1420 presso Vítkov gli ussiti ebbero sotto la guida di Jan Žižka di Trocnova una vittoria: sconfissero l'esercito crociato. Ma anche allora, la famosa collina di Praga era chiamata Vítkov da circa cento anni. Prende il nome dal borghese praghese Vítek z Hory, il quale possedeva una vigna. La più antica notizia documentata riguardo la collina di Žižkov a Praga risale al 1041.

## Monumento nazionale
L'idea di un memoriale nazionale, che mostri l'orgoglio e il coraggio della nazione ceca in contrasto con i precedenti ricordi di sconfitte, inizialmente aveva un carattere puramente locale. Nell'estate del 1882, su iniziativa di alcune centinaia di cittadini locali, fu fondata la Società per l'erezione del monumento a Jan Žižka di Trocnov sulla collina di Žižkov. La magnifica necropoli dei figli della nazione, dei legionari e dei liberatori, la statua di Jan Žižka di Trocnov erano solo da inaugurare. Il monumento fu costruito come monumento di liberazione nazionale nel 1929-1933. Durante la seconda guerra mondiale fu usato come magazzino della Wehrmacht, in questo periodo il monumento fu danneggiato. Dopo il  febbraio 1948, il monumento fu utilizzato per promuovere il regime comunista. Qui furono sepolti importanti rappresentanti del Partito Comunista. Nel 1953 fu inaugurato il mausoleo di Klement Gottwald ma già nel 1962 fu abolito e il corpo di Gottwald cremato; l'urna fu conservata in un sarcofago di pietra. Dopo la Rivoluzione di velluto, i resti dei membri del Partito Comunista furono portati via e sepolti in una fossa comune nel Cimitero di Olšan.
Nel memoriale recentemente ricostruito, c'è una mostra permanente la Crossroads of Czech and Czechoslovak statehood, che cattura momenti storici dalla creazione della Cecoslovacchia nel 1918, così come la firma dell'Accordo di Monaco del 1938 e il periodo del Protettorato di Boemia e Moravia, il colpo di stato comunista del 1948, l'invasione delle truppe del Patto di Varsavia nel 1968 e la successiva federalizzazione della Cecoslovacchia, la caduta del comunismo e la fine della Cecoslovacchia nel 1992. Sul tetto dell'edificio principale è presente anche un belvedere.

## Tomba del Milite Ignoto
La Tomba del Milite Ignoto era originariamente collocata provvisoriamente presso il Municipio della Città Vecchia; qui nel 1922, furono collocati i resti di un combattente della battaglia presso Zborov. Dopo il 1939 divenne luogo di resistenza contro l'occupazione nazista; nel 1941 la tomba fu distrutta dai nazisti ed i resti portati via e cremati.
Dopo la fine della seconda guerra mondiale, si decise di istituire la tomba del milite ignoto a Vítkov. Tuttavia, le autorità sovietiche non diedero il consenso al trasferimento dei resti da Zborov, qui invece, il 9 ottobre 1949 fu sepolto un soldato caduto nella battaglia di Dukla. La tomba nello spazio antistante la statua equestre è coperta da una lastra di granito inclinata con l'iscrizione Gloria agli eroi caduti per la patria. Dall'8 maggio 2010, la tomba del milite ignoto contiene anche i resti appena esumati di uno dei caduti presso la battaglia di Zborov, come era nelle intenzioni originarie della costruzione del monumento durante la Prima Repubblica.. 

## La statua di Žižka

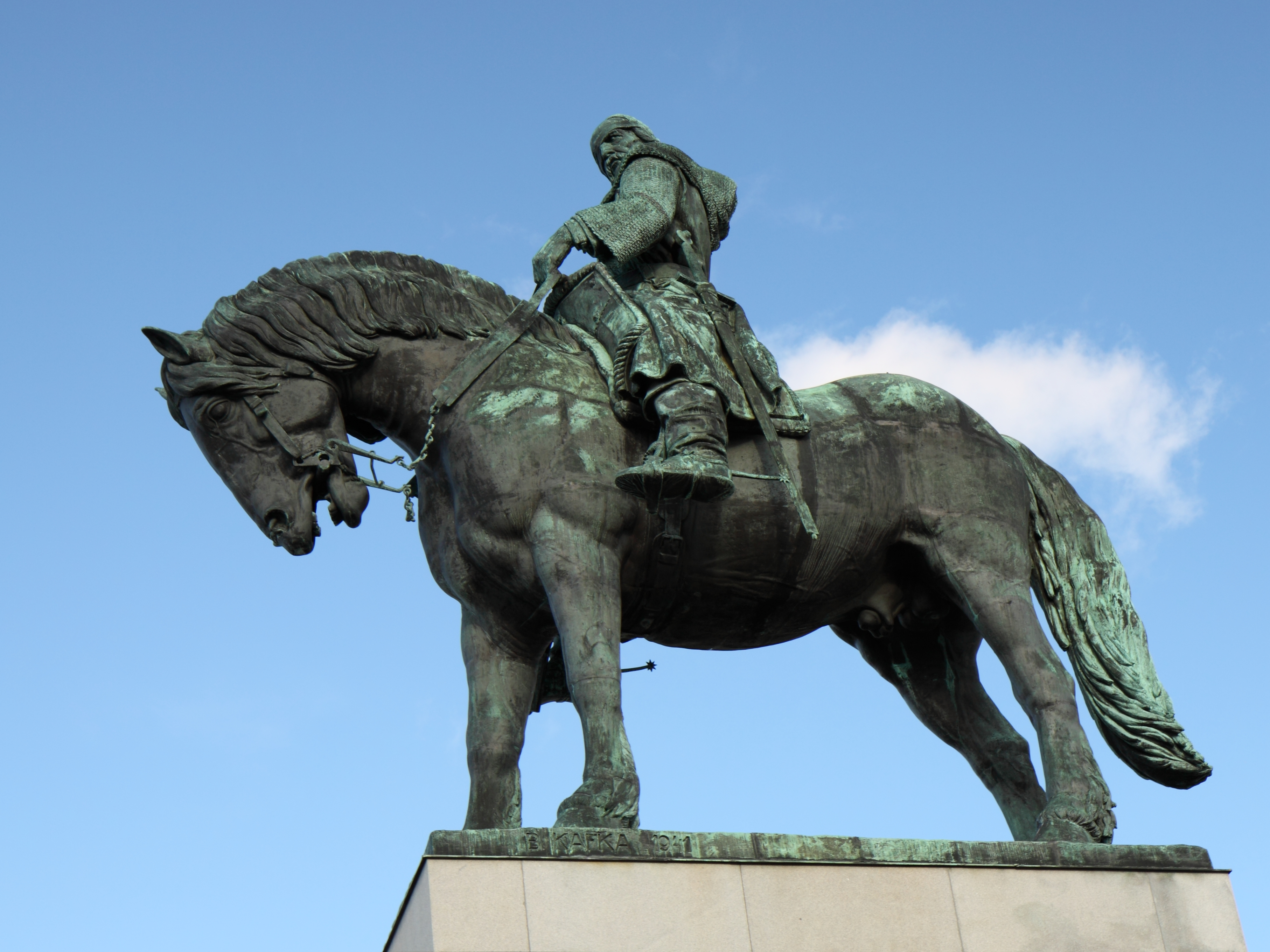
Statua equestre di Jan Žižka di Bohumil Kafka

Si ritiene comunemente che la statua di Žižka sia la terza statua equestre in bronzo più grande del mondo. Secondo una fonte riferita al 2013, è al sesto posto in classifica. 
Dopo tre concorsi, la giuria ancora insoddisfatta si è rivolta direttamente a tre scultori della vecchia generazione: Ladislav Šaloun, Jan Mařatka e Bohumila Kafka. Il design concepito in modo classico della statua equestre, abbozzata da Bohumil Kafka nel 1931, divenne il modello per la monumentale statua in bronzo. I diari di Kafka, che conservava con cura, mostrano lo sforzo di perfezione alla fedeltà storica. Storici ed ippologi si sono alternati nella consultazione dello scultore: il cavallo-modello è stato selezionato presso gli allevamenti statali. Discussioni accese riguardavano, tra le altre cose, se Žižka dovesse avere nelle mani la Bibbia, se dovesse avere la mano tesa, come dovrebbero essere acconciati i suoi capelli, ecc. Kafka completò il modello in gesso nel Novembre 1941, l'autore morì poco dopo aver completato il modello. Fu inaugurato solo dopo la liberazione e rivelato nell'anniversario della battaglia di Vítkov, cioè il 14. luglio 1950. La statua pesa 16,5 tonnellate, è alta 9 metri, lunga 9,6 metri, è composta da 120 parti in bronzo e quasi 5000 viti. Tra il 2010 ed il 2011 è stato restaurato.

## Decorazione scultorea

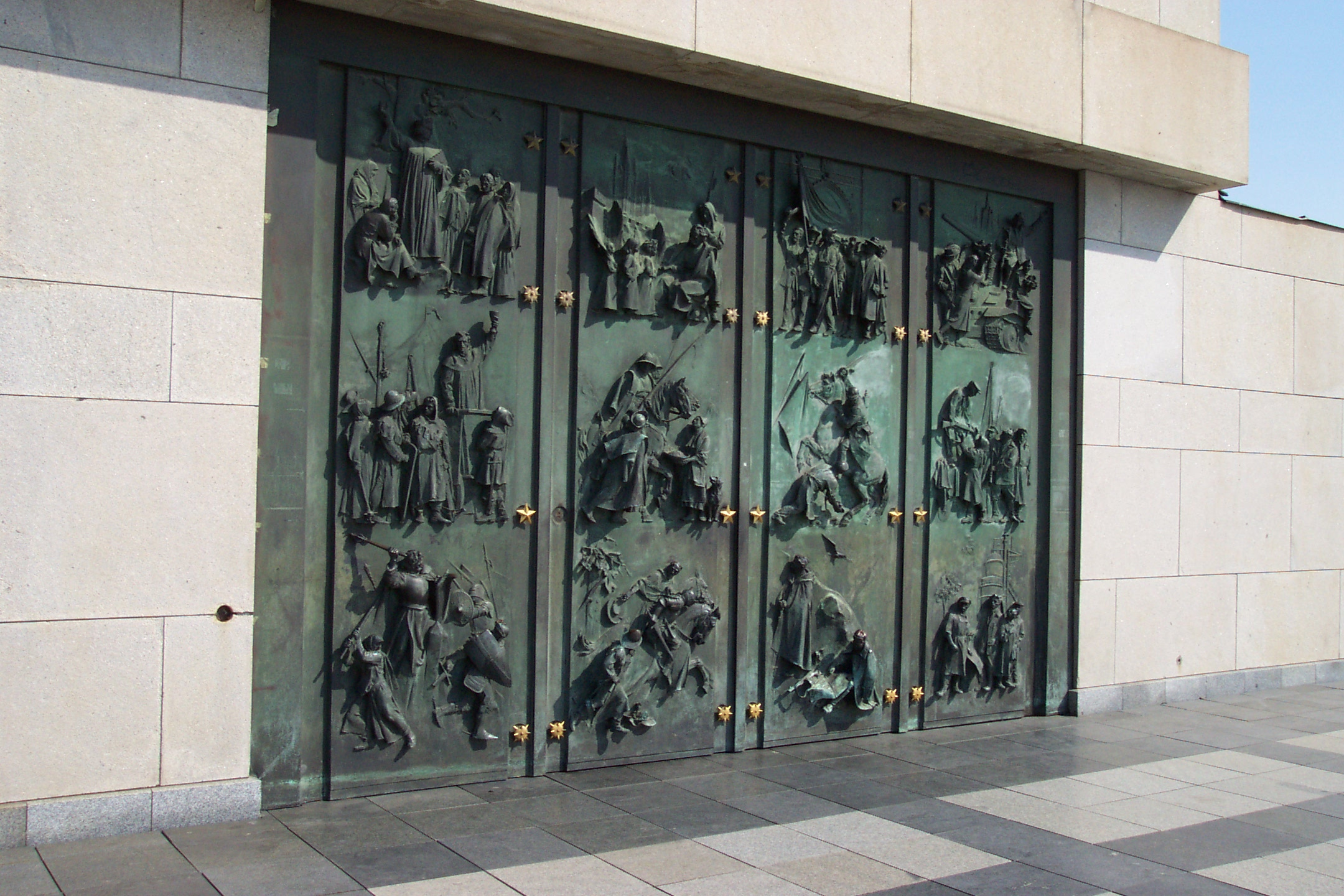
Porta di bronzo

Sulla facciata del piedistallo della statua equestre è stato installato il grande stemma nazionale cecoslovacco originale, creato a tale scopo da Otakar Španiel, questo stemma è stato sostituito nel 1962 dal nuovo emblema dello stato socialista della Cecoslovacchia. Nel 1997 qui è stata installata una copia dello stemma cecoslovacco originale di Otakar Španiel (autori della copia: Vladimir Oppl e Martin Ceplecha).
Nello spazio dietro la statua equestre c'è un grande cancello di bronzo del cancello d'ingresso al monumento Josef Malejovský, che è decorato con rilievi, parte della quale è dedicata a scene risalenti all'epoca del movimento ussita.
Nella Cappella dei Caduti si trova la scultura Wounded di Jan Štursa, in cui l'artista ha raccontato le proprie esperienze della Prima Guerra Mondiale. Il candelabro realizzato artisticamente è opera di Jaroslav Horejc.
Sul lato est dell'edificio (dietro il monumento) si trova una grande fontana non funzionante dii Karel Štipl, composta da due bacini circolari una sopra l'altra, che sono posti al centro di un serbatoio circolare. È decorato con sculture, che sono completate da un sistema di ugelli. Due sculture furono costruite davanti alla fontana. La prima scultura di Karel Pokorný risalente al 1962 presenta l'allegoria della Vittoria (completata da Jiří Dušek nel 1967). La seconda scultura di Karel Lidický risalente agli anni 1964-1972 fu giustamente chiamata Happy Future.

## Costruzione del monumento
Per la costruzione del monumento è stata utilizzata in misura straordinaria, pietra naturale, soprattutto granito e marmo di origine locale. Il progetto architettonico del monumento è stato preparato da Jan Zázvorka e la sua decorazione artistica è stata curata dagli autori: Vincenc Beneš, Josef Malejovský, Otakar Nejedlý, Karel Štípl, Otakar Švec, Jan Štursa, Max Švabinský ed altri.
L'edificio è orientato sull'asse della collina Vítkov, in direzione est-ovest, con una lunghezza di 143 metri, larghezza di 27,6 metri e un'altezza di 31,5 metri.

## Panoramica cronologica dello sviluppo del monumento
- 1882 - Viene fondata la Società per la costruzione di un monumento a Jan Žižka di Trocnov
- 1907 – la città dona il terreno
- 1914 – primo concorso di architettura
- 1923 e 1927 – altri concorsi
- 1931 - viene selezionata la proposta B. Kafka per una statua equestre
- 1950 - statua inaugurata
- 1954 – 1962 – mausoleo di Klement Gottwald
- 1990 – Vengono rimossi i resti di importanti esponenti del Partito Comunista
- dal 1990 - ricerca di un ulteriore utilizzo
- Giugno 2007 - annunciata l'intenzione di utilizzare il monumento del Museo Nazionale per l'esposizione della storia della nazione ceca e cecoslovacca, inaugurata il 28 ottobre 2009
- Febbraio 2012 - Nel seminterrato dell'edificio è stata aperta una nuova mostra del Museo Nazionale denominata Laboratorio del Potere